# Laukath
Laukath (nep. लौकट) – gaun wikas samiti w środkowej części Nepalu  w strefie Dźanakpur w dystrykcie Sarlahi. Według nepalskiego spisu powszechnego z 2001 roku liczył on 954 gospodarstw domowych i 5439 mieszkańców (2616 kobiet i 2823 mężczyzn).